# Bret McKenzie
Bret Peter Tarrant McKenzie, né le 29 juin 1976 à Wellington (Nouvelle-Zélande) est un musicien,  acteur, producteur,  écrivain et humoriste néo-zélandais, ayant reçu une victoire aux Grammy Award pour son duo de comédie musicale Flight of the Conchords avec Jemaine Clement. Il remporte en 2011 l'Oscar de la meilleure chanson originale pour avoir écrit et composé "Man or Muppet" pour le film Les Muppets, le retour, dont il était également superviseur musical.
Il a étudié à la Clifton Terrace Model School (pour devenir professeur), au Wellington College puis à l'Université Victoria de Wellington où il a rencontré Jemaine Clement avec qui il forme le groupe So You're a Man et plus tard Flight of the Conchords. C'est un ancien membre du groupe The Black Seeds où il s'occupait du piano et du chant, il est en ce moment encore membre du Wellington International Ukulele Orchestra.
Avec Jemaine Clement, McKenzie a été nommé dans les "100 personnes les plus sexy" de 2008 dans une édition spéciale du magazine australien Who.
Il connut un certain succès parmi les fans de Tolkien pour avoir interprété « Figwit » dans la trilogie cinématographique du Seigneur des Anneaux du réalisateur néo-zélandais Peter Jackson. En 2012 il est confirmé dans le rôle de l'elfe Lindir dans l'adaptation de Bilbo le Hobbit.

## Filmographie
|  | 2001      | Le Seigneur des anneaux : La Communauté de l'anneau | Peter Jackson                            | Figwit        |  |  |
|  | 2003      | Le Seigneur des anneaux : Le Retour du roi          | Peter Jackson                            | Figwit        |  |  |
|  | 2007-2009 | Flight of the Conchords                             | James Bobin, Jemaine Clement et lui-même | Bret McKenzie |  |  |
|  | 2008      | The Drinky Crow Show                                | Eric Kaplan et Tony Millionaire          | Rob           |  |  |
|  | 2009      | Tim and Eric Awesome Show, Great Job!               | Tim Heidecker et Eric Wareheim           | ?             |  |  |
|  | 2009      | Diagnosis: Death                                    | Jason Stutter                            | Dr. Cruise    |  |  |
|  | 2010      | Elementary School Musical (Les Simpson, saison 22)  |                                          |               |  |  |
|  | 2012      | Le Hobbit : Un voyage inattendu                     | Peter Jackson                            | Lindir        |  |  |
|  | 2013      | "Austenland"                                        | Jerusha Hess                             | Martin        |  |  |

## Discographie

### Albums studio
- 2022 - Songs Without Jokes (Sub Pop Records)
- 2025 - Freak Out City (Sub Pop Records)